# گریت لینفورد
گریت لینفورد (به انگلیسی: Great Linford) یک روستا و محله مدنی در بریتانیا است که در میلتون کینز واقع شده‌است. گریت لینفورد ۱۹٬۳۵۰ نفر جمعیت دارد.